# Copa del Rey
För andra betydelser, se Copa del Rey (olika betydelser).
Campeonato de España – Copa de Su Majestad el Rey  sv. spanska mästerskapet - hans majestät konungens pokal vanligtvis benämnd Copa del Rey (Kungapokalen) är en årligt återkommande cup för spanska fotbollslag, namnet Copa del Rey syftar på själva pokalen och är alltså inte namnet på turneringen som allt sedan starten 1903 fram till dags dato haft det officiella namnet Campeonato de España ("spanska mästerskapet"). Det fullständiga namnet är Campeonato de España – Copa de Su Majestad el Rey. Regerande mästare är 2025 års vinnare FC Barcelona efter att ha besegrat Real Madrid i finalen.

## Historik

### Namn genom historien
Namnet på turneringen har genom åren skiftat:
- Campeonato de España-Copa de Su Majestad el Rey (1903-1930). spanska mästerskapet - hans majestät konungens pokal
- Campeonato de España-Copa de Su Excelencia el Presidente de la República (1931-1936). spanska mästerskapet - republikens presidents pokal
- Torneo Nacional de Fútbol (1939). Nationella turneringen i fotboll
- Campeonato de España-Copa de Su Excelencia el Generalísimo (1940-1976). spanska mästerskapet - generalen Francos pokal
- Campeonato de España-Copa de Su Majestad el Rey (1976 och framåt).spanska mästerskapet - hans majestät konungens pokal

### Utveckling
Cupen spelades för första gången 1903 (tappningen 1902, kallad "Coronation Cup" och officiellt "Tävling Madrid av Fotbollförbundet", är inte officiellt erkänd som en turnering. Detta organiserades av Madrid FC som en del av olika fester och tävlingar som hölls av kröningen av Alfonso XIII. Det var året efter och på grund av framgången med denna turnering när Copa del Rey dyker upp). Fram till dess att den nationella ligan startade 1929 fungerade turneringen som det spanska mästerskapet i fotboll varav namnet Campeonato de España. Turneringen var den mest prestigefyllda i Spanien även efter det att den nationella ligan startats och förlorade inte i status förrän efter det Spanska inbördeskriget avslutats 1939, under 1940 och 1950-talet hade dock turneringen så pass hög status att Athletic Bilbao i media ofta beskrevs som Spaniens bästa fotbollslag då laget konstant spelade antingen final eller semifinal, detta trots de magra resultaten i ligan i jämförelse med FC Barcelona och Real Madrid. Än idag heter dock turneringen Campeonato de España-Copa de Su Majestad el Rey (d.v.s. spanska mästerskapet-hans majestät konungens pokal) och vinnaren utropas som spansk mästare i fotboll trots att ligan sedan länge är den mest prestigefyllda turneringen.
En kuriositet är att turneringen inför finalen 1939 bytte namn från Campeonato de España-Copa de Su Excelencia el Presidente de la República till Campeonato de España-Copa de Su Excelencia el Generalísimo beroende på utgången av Spanska inbördeskriget. El Generalísimo syftar på Franco. Sevilla FC besegrade Racing Club de Ferrol i denna final med 6-2. Turneringen behöll detta namn fram till 1976 då den fick tillbaka den gamla benämningen Campeonato de España – Copa de Su Majestad el Rey i samband med Juan Carlos makttillträde.

## Format
Lag från Primera División, Segunda Division, samt sex lag från Segunda Division B och vinnarna i Tercera Division får delta i cupen. De första omgångarna avgörs i en match, där lägre rankade lag har fördel av hemmaplan. Sextondelsfinaler, åttondelsfinaler, kvartsfinaler och semifinaler avgörs i hemma/borta-möten. Finalen avgörs i en match som spelas på neutral plan. Vinnaren kvalificeras till Supercopa de España och till följande säsongs Uefa Europa League. Turnering har inte alltid spelats i renodlat cupformat, under 1920-talet i samband med att allt fler spanska klubbar kvalade in till turnering via de regionala mästerskapen, inleddes turneringen med lagen uppdelade i grupper om tre eller fyra lag där vinnande lag gick vidare till kvartsfinal. 1928 års upplaga som var den sista nationella mästerskapsturneringen innan den nationella ligan startade 1929, spelades med ett längre seriespel i 10 omgångar innan lagen gick vidare till kvartsfinal. 

## Vinnare och tvåor
| Klubb                  | Vinster | Andraplatser | Vinstår | Senaste andraplats |
| ---------------------- | ------- | ------------ | --- | ------------------ |
| Barcelona              | 32      | 12           | 1910, 1912, 1913, 1920, 1922, 1925, 1926, 1928, 1942, 1951, 1952, 1953, 1957, 1959, 1963, 1968, 1971, 1978, 1981, 1983, 1988, 1990, 1997, 1998, 2009, 2012, 2015, 2016, 2017, 2018, 2021, 2025 | 2019               |
| Athletic Bilbao        | 24      | 15           | 1903, 1904, 1910, 1911, 1914, 1915, 1916, 1921, 1923, 1930, 1931, 1932, 1933, 1943, 1944, 1945, 1950, 1955, 1956, 1958, 1969, 1973, 1984, 2024                                                 | 2021               |
| Real Madrid            | 20      | 20           | 1905, 1906, 1907, 1908, 1917, 1934, 1936, 1946, 1947, 1962, 1970, 1974, 1975, 1980, 1982, 1989, 1993, 2011, 2014, 2023                                                                         | 2025               |
| Atlético Madrid        | 10      | 9            | 1960, 1961, 1965, 1972, 1976, 1985, 1991, 1992, 1996, 2013 | 2010               |
| Valencia               | 8       | 9            | 1941, 1949, 1954, 1967, 1979, 1999, 2008, 2019 | 1995               |
| Real Zaragoza          | 6       | 5            | 1964, 1966, 1986, 1994, 2001, 2004 | 2006               |
| Sevilla                | 5       | 3            | 1935, 1939, 1948, 2007, 2010 | 2018               |
| RCD Espanyol           | 4       | 5            | 1929, 1940, 2000, 2006 | 1957               |
| Real Unión             | 3       | 1            | 1918, 1924, 1927 | 1922               |
| Real Sociedad          | 3       | 6            | 1909, 1987, 2020 | 1988               |
| Real Betis             | 3       | 2            | 1977, 2005, 2022 | 1997               |
| Deportivo La Coruña    | 2       | 0            | 1995, 2002 | –                  |
| Arenas Club            | 1       | 3            | 1919 | 1927               |
| RCD Mallorca           | 1       | 2            | 2003 | 1998               |
| Racing de Irún         | 1       | 0            | 1913 | –                  |
| Celta de Vigo          | 0       | 3            | – | 2001               |
| Getafe CF              | 0       | 2            | – | 2008               |
| Real Valladolid        | 0       | 2            | – | 1989               |
| Sporting de Gijón      | 0       | 2            | – | 1982               |
| Club Español de Madrid | 0       | 2            | – | 1910               |
| CA Osasuna             | 0       | 2            | – | 2023               |
| Recreativo de Huelva   | 0       | 1            | – | 2003               |
| Real Madrid Castilla‡  | 0       | 1            | – | 1980               |
| UD Las Palmas          | 0       | 1            | – | 1978               |
| CD Castellón           | 0       | 1            | – | 1973               |
| Elche CF               | 0       | 1            | – | 1969               |
| Granada CF             | 0       | 1            | – | 1959               |
| Racing de Ferrol       | 0       | 1            | – | 1939               |
| CE Sabadell FC         | 0       | 1            | – | 1935               |
| CE Europa              | 0       | 1            | – | 1923               |
| FC España              | 0       | 1            | – | 1914               |
| Gimnástica Madrid      | 0       | 1            | – | 1912               |
| Real Vigo Sporting     | 0       | 1            | – | 1908               |
| Club Bizcaya           | 0       | 1            | – | 1907               |